# Deep Water (Virginia Occidental)
Deep Water es un lugar designado por el censo ubicado en el condado de Fayette en el estado estadounidense de Virginia Occidental. En el Censo de 2010 tenía una población de 280 habitantes y una densidad poblacional de 108,87 personas por km².

## Geografía
Deep Water se encuentra ubicado en las coordenadas 38°7′13″N 81°15′12″O / 38.12028, -81.25333. Según la Oficina del Censo de los Estados Unidos, Deep Water tiene una superficie total de 2.57 km², de la cual 2.28 km² corresponden a tierra firme y (11.18%) 0.29 km² es agua.

## Demografía
Según el censo de 2010, había 280 personas residiendo en Deep Water. La densidad de población era de 108,87 hab./km². De los 280 habitantes, Deep Water estaba compuesto por el 78.21% blancos, el 18.21% eran afroamericanos, el 0% eran amerindios, el 0% eran asiáticos, el 0% eran isleños del Pacífico, el 0.71% eran de otras razas y el 2.86% pertenecían a dos o más razas. Del total de la población el 0.36% eran hispanos o latinos de cualquier raza.